# 제주 해안동 왕벚나무
해안동 왕벚나무는 제주특별자치도 제주시 해안동 산 220-1번지에 있다. 2013년 11월 15일 제주특별자치도의 향토유산 제5호로 지정되었다.

## 지정 사유
수령은 미상이나 두 그루 모두 생육상태가 양호하고 수형이 웅장하다. 한라산 자생 왕벚나무는 개체수가 극히 한정되어 있고, 수목이 노령화되어 있을 뿐 아니라, 무성번식이 거의 이루어지지 않아 유전자 보존 및 자생지 복원이 불가피한 수종으로 희귀성을 지닌다.